# Андрена
Андрена (Andrena) — рід бджіл родини андренові. Маючи понад 1500 видів, це один із найбільших родів тварин. Це сильно монофілетична група, яку важко розділити на більш керовані відділи; на цей час андрена організована на 104 підроди. Він поширений майже по всьому світу, за винятком Океанії та Південної Америки. Бджоли цього роду широко відомі як шахтарські бджоли через їхній спосіб життя, що гніздяться на землі.

## Розповсюдження
Андрени поширені в помірних регіонах Європи, Азії та Північної Америки і найбільш різноманітні в районах із середземноморським кліматом. Невелика кількість видів присутня в Африці на південь від Сахари, і їх немає в Південній Америці, Австралії та на прилеглих островах або на Мадагаскарі.

## Вибрані види
- Andrena angustitarsata
- Andrena agilissima
- Andrena accepta
- †Andrena antoinei Michez & De Meulemeester, 2014,[7] пізній олігоцен Франції
- Andrena auricoma
- Andrena bicolor Західна Палеарктика
- Andrena carbonaria
- Andrena cineraria, Європа
- Andrena flavipes, Європа й Середземномор'я
- Andrena fulva, Європа
- Andrena ghisbaini, Європа (ендемік Південної Іспанії)
- Andrena hattorfiana, Європа
- Andrena haemorrhoa, Європа
- Andrena lauracea, відомий лише з 4 екземплярів у Техасі та Іллінойсі, у Центральних Сполучених Штатах
- Andrena lagopus, Палеарктичний
- Andrena salicifloris, захід Північної Америки
- Andrena milwaukeensis, США і Південна Канада
- Andrena hadfieldi, Південний захід США